# Relação total
Na matemática, uma relação binária R sobre um conjunto X é dita total se para todo a e b em X, a está relacionado com b ou b está relacionado com a (ou ambos).
Pela notação matemática, isso é equivalente a
{\displaystyle \forall a,b\in X,\ aRb\lor bRa.}
Note que essa definição implica reflexidade.
Por exemplo, a relação "menor ou igual" é total sobre o conjunto dos números reais, porque para dois números quaisquer, ou o primeiro é menor que ou igual ao segundo ou o segundo é menor ou igual ao primeiro. Por outro lado, a relação "menor" não é total, pois, pegando dois números iguais, o primeiro não é menor que o segundo nem o segundo é menor que o primeiro.
Em "Principia Mathematica" ", Bertrand Russell e A. N. Whitehead refere-se a "relações que geram uma série" como  relações seriais . Sua noção difere deste artigo, pois a relação pode ter um alcance finito.
Para uma relação  R , deixe { y :  xRy } denotar a "vizinhança sucessora" de  x . Uma relação serial pode ser equivalentemente caracterizada como todo elemento que possui uma vizinhança sucessora não vazia. Da mesma forma, uma relação  'inversa serial'  é uma relação na qual todo elemento possui "vizinhança predecessora" não vazia. Mais comumente, uma relação serial inversa é chamada de relação subjetiva e é especificada por um total relação inversa.